# (17513) 1992 UM
1992 يو أم (ويعرف أيضًا باسم (17513) 1992 يو أم وفق تسمية الكوكب الصغير) (بالإنجليزية: 1992 UM)‏ هو كويكب ضمن حزام الكويكبات؛ وترتيبه 17513 من حيث الاكتشاف.
اكتُشف هذا الجُرم الفلكي بواسطة هيروشي كانيدا في 19 أكتوبر 1992.

## وصلات خارجية
- (17513) 1992 UM في قاعدة بيانات مختبر الدفع النفاث لأجرام النظام الشمسي الصغيرة

- الاكتشاف · مخطط المدار ·  العناصر المدارية · المعلمات المادية

- (17513) 1992 UM على موقع ويكي سكاي: DSS2, SDSS, GALEX, IRAS, Hydrogen α, X-Ray, Astrophoto, Sky Map, Articles and images